# Markus Poom
Markus Poom (Derby, 27 febbraio 1999) è un calciatore estone, centrocampista del Flora Tallinn e della nazionale estone.

## Biografia
È nato in Inghilterra nel periodo in cui il padre, Mart Poom, giocava per il Derby County.

## Caratteristiche tecniche
È un centrocampista centrale.

## Carriera

### Club
Ha giocato nella prima divisione estone.

### Nazionale
L'11 gennaio 2019 ha esordito con la nazionale estone disputando l'amichevole persa 2-1 contro la Finlandia.

## Statistiche

### Cronologia presenze e reti in nazionale
| Cronologia completa delle presenze e delle reti in nazionale ― Finlandia | Cronologia completa delle presenze e delle reti in nazionale ― Finlandia | Cronologia completa delle presenze e delle reti in nazionale ― Finlandia | Cronologia completa delle presenze e delle reti in nazionale ― Finlandia | Cronologia completa delle presenze e delle reti in nazionale ― Finlandia | Cronologia completa delle presenze e delle reti in nazionale ― Finlandia | Cronologia completa delle presenze e delle reti in nazionale ― Finlandia | Cronologia completa delle presenze e delle reti in nazionale ― Finlandia |
| Data                                                                     | Città                                                                    | In casa                                                                  | Risultato                                                                | Ospiti                                                                   | Competizione                                                             | Reti                                                                     | Note                                                                     |
| ------------------------------------------------------------------------ | ------------------------------------------------------------------------ | ------------------------------------------------------------------------ | ------------------------------------------------------------------------ | ------------------------------------------------------------------------ | ------------------------------------------------------------------------ | ------------------------------------------------------------------------ | ------------------------------------------------------------------------ |
| 11-1-2019                                                                | Doha                                                                     | Finlandia                                                                | 2 – 1                                                                    | Estonia                                                                  | Amichevole                                                               | -                                                                        | 46’                                                                      |
| 15-1-2019                                                                | Doha                                                                     | Islanda                                                                  | 0 – 0                                                                    | Estonia                                                                  | Amichevole                                                               | -                                                                        | 46’                                                                      |
| 24-3-2021                                                                | Lublino                                                                  | Estonia                                                                  | 2 – 6                                                                    | Rep. Ceca                                                                | Qual. Mondiali 2022                                                      | -                                                                        |                                                                          |
| 27-3-2021                                                                | Minsk                                                                    | Bielorussia                                                              | 4 – 2                                                                    | Estonia                                                                  | Qual. Mondiali 2022                                                      | -                                                                        |                                                                          |
| 31-3-2021                                                                | Solna                                                                    | Svezia                                                                   | 1 – 0                                                                    | Estonia                                                                  | Amichevole                                                               | -                                                                        | 88’                                                                      |
| 4-6-2021                                                                 | Helsinki                                                                 | Finlandia                                                                | 0 – 1                                                                    | Estonia                                                                  | Amichevole                                                               | -                                                                        | 90+1’                                                                    |
| 10-6-2021                                                                | Tallinn                                                                  | Estonia                                                                  | 2 – 1                                                                    | Lettonia                                                                 | Coppa del Baltico 2021                                                   | -                                                                        | 49’ 84’                                                                  |
| 5-9-2021                                                                 | Tallinn                                                                  | Estonia                                                                  | 0 – 1                                                                    | Irlanda del Nord                                                         | Amichevole                                                               | -                                                                        |                                                                          |
| 8-9-2021                                                                 | Cardiff                                                                  | Galles                                                                   | 0 – 0                                                                    | Estonia                                                                  | Qual. Mondiali 2022                                                      | -                                                                        | 86’                                                                      |
| 11-10-2021                                                               | Tallinn                                                                  | Estonia                                                                  | 0 – 1                                                                    | Galles                                                                   | Qual. Mondiali 2022                                                      | -                                                                        |                                                                          |
| 13-11-2021                                                               | Bruxelles                                                                | Belgio                                                                   | 3 – 1                                                                    | Estonia                                                                  | Qual. Mondiali 2022                                                      | -                                                                        |                                                                          |
| 16-11-2021                                                               | Praga                                                                    | Rep. Ceca                                                                | 2 – 0                                                                    | Estonia                                                                  | Qual. Mondiali 2022                                                      | -                                                                        |                                                                          |
| 13-6-2022                                                                | Tirana                                                                   | Albania                                                                  | 0 – 0                                                                    | Estonia                                                                  | Amichevole                                                               | -                                                                        | 82’                                                                      |
| 8-1-2023                                                                 | Albufeira                                                                | Estonia                                                                  | 1 – 1                                                                    | Islanda                                                                  | Amichevole                                                               | -                                                                        | 63’                                                                      |
| 12-1-2023                                                                | Albufeira                                                                | Estonia                                                                  | 1 – 0                                                                    | Finlandia                                                                | Amichevole                                                               | -                                                                        | 66’                                                                      |
| 20-6-2023                                                                | Tallinn                                                                  | Estonia                                                                  | 0 – 3                                                                    | Belgio                                                                   | Qual. Euro 2024                                                          | -                                                                        | 61’                                                                      |
| 9-9-2023                                                                 | Tallinn                                                                  | Estonia                                                                  | 0 – 5                                                                    | Svezia                                                                   | Qual. Euro 2024                                                          | -                                                                        | 84’                                                                      |
| 12-9-2023                                                                | Bruxelles                                                                | Belgio                                                                   | 5 – 0                                                                    | Estonia                                                                  | Qual. Euro 2024                                                          | -                                                                        | 46’                                                                      |
| 13-10-2023                                                               | Tallinn                                                                  | Estonia                                                                  | 0 – 2                                                                    | Azerbaigian                                                              | Qual. Euro 2024                                                          | -                                                                        | 63’                                                                      |
| 16-11-2023                                                               | Tallinn                                                                  | Estonia                                                                  | 0 – 2                                                                    | Austria                                                                  | Qual. Euro 2024                                                          | -                                                                        | 83’                                                                      |
| 19-11-2023                                                               | Solna                                                                    | Svezia                                                                   | 2 – 0                                                                    | Estonia                                                                  | Qual. Euro 2024                                                          | -                                                                        | 90+1’                                                                    |
| 21-3-2024                                                                | Varsavia                                                                 | Polonia                                                                  | 5 – 1                                                                    | Estonia                                                                  | Qual. Euro 2024                                                          | -                                                                        | 67’                                                                      |
| 26-3-2024                                                                | Helsinki                                                                 | Finlandia                                                                | 2 – 1                                                                    | Estonia                                                                  | Amichevole                                                               | -                                                                        | 69’                                                                      |
| 4-6-2024                                                                 | Lucerna                                                                  | Svizzera                                                                 | 4 – 0                                                                    | Estonia                                                                  | Amichevole                                                               | -                                                                        | 67’ 86’                                                                  |
| 8-6-2024                                                                 | Tallinn                                                                  | Estonia                                                                  | 4 – 1                                                                    | Fær Øer                                                                  | Coppa del Baltico 2024                                                   | -                                                                        | 84’                                                                      |
| 8-9-2024                                                                 | Solna                                                                    | Svezia                                                                   | 3 – 0                                                                    | Estonia                                                                  | UEFA Nations League 2024-2025 - 1º turno                                 | -                                                                        | 59’                                                                      |
| 11-10-2024                                                               | Tallinn                                                                  | Estonia                                                                  | 3 – 1                                                                    | Azerbaigian                                                              | UEFA Nations League 2024-2025 - 1º turno                                 | -                                                                        | 84’                                                                      |
| 16-11-2024                                                               | Qəbələ                                                                   | Azerbaigian                                                              | 0 – 0                                                                    | Estonia                                                                  | UEFA Nations League 2024-2025 - 1º turno                                 | -                                                                        |                                                                          |
| 19-11-2024                                                               | Bratislava                                                               | Slovacchia                                                               | 1 – 0                                                                    | Estonia                                                                  | UEFA Nations League 2024-2025 - 1º turno                                 | -                                                                        | 60’                                                                      |
| 22-3-2025                                                                | Debrecen                                                                 | Israele                                                                  | 2 – 1                                                                    | Estonia                                                                  | Qual. Mondiali 2026                                                      | -                                                                        | 82’                                                                      |
| 9-6-2025                                                                 | Tallinn                                                                  | Estonia                                                                  | 0 – 1                                                                    | Norvegia                                                                 | Qual. Mondiali 2026                                                      | -                                                                        | 90+3’                                                                    |
| Totale                                                                   |                                                                          | Presenze                                                                 | 31                                                                       |                                                                          | Reti                                                                     | 0                                                                        |                                                                          |

## Palmarès

### Club

#### Competizioni nazionali
- Supercoppa d'Estonia: 3

Flora Tallinn: 2016, 2020, 2021
- Campionato estone: 4

Flora Tallinn: 2017, 2019, 2020, 2022
- Coppa d'Estonia: 1

Flora Tallinn: 2019-2020

#### Competizioni internazionali
- Coppa della Livonia: 1

Flora Tallinn: 2018